# Megay László (orvos)
Megay László, Meiszner László; Megay-Meissner László (Segesvár, 1907. június 27. – Budapest, 1964. január 17.) orvos, radiológus, Megay László (1941–1998) író, újságíró apja.

## Élete
Megay-Meissner Ernő gazdasági főtanácsos és Kraushaar Lujza fiaként született.
A budapesti Pázmány Péter Tudományegyetemen 1932. november 19-én avatták orvosdoktorrá. 1928 és 1932 között az egyetem Élettani Intézetében mint demonstrátor és gyakornok működött. 1933-tól a pécsi Erzsébet Tudományegyetem Belklinikájának, 1939. május 1-től a belklinikához csatolt Központi Röntgen-intézet tanársegédje lett. 1935-ben félévet Berlinben töltött tanulmányúton. A következő évtől jogosulttá vált a belbetegségek szakorvosa cím használatára. 1942-ben a Bevezetés a klinikai röntgenológiába című tárgykörből magántanárrá habilitálták. 1943. december 4-én a gróf Apponyi Albert Poliklinika Egyesület Közkórházának röntgenfőorvosává nevezték ki, így lemondott a belorvostani tanszék mellett betöltött díjas tanársegédi állásáról. Később a Péterfy Sándor Utcai Kórház-Rendelőintézet röntgenosztályának főorvosa lett.
A tápcsatorna röntgenológiájával foglalkozott.
Számos cikke és tanulmánya jelent meg a belgyógyászat és röntgenológia tárgyköréből a hazai orvosi szaklapokban. 
A budapesti Farkasréti temetőben helyezték nyugalomra.

### Családja
1936-ban Pécsett házasságot kötött Koller Máriával.

## Főbb művei
- Jodstoffwechsel bei Kropfträgern (Klinische Wochenschrift, 1935)
- Vérjódszint és jódforgalom pajzsmirigybetegségekben. Scheffer Lászlóval. (Orvosi Hetilap, 1936, 50.)
- A pankreas betegségeinek röntgendiagnostikája. (Orvosi Hetilap, 1940, 48.)
- A fehérvérűség röntgenkezelése. (Gyógyászat, 1941, 23.)
- Röntgenatlasz (Budapest, 1943)
- Kötszövetes jóindulatú gyomordaganatok. (Orvosok Lapja, 1948, 30.)
- Gyomorizomzat túltengése felnőtteknél. (Magyar Radiológia, 1953)
- Gastritis erosiva. (Magyar Radiologia, 1957)
- A pylorustáj röntgendiagnosztikájának egyes kérdései. (Orvosi Hetilap, 1961, 43.)